# Sydamerikanska mästerskapet i fotboll för damer 2010
Sydamerikanska mästerskapet i fotboll för damer 2010 spelades 4–21 november 2010 i Ecuador.
Ettan och tvåan i turneringen (Brasilien och Colombia) kvalade in till VM 2011. Brasilien vann mästerskapet efter att ha vunnit samtliga matcher i mästerskapet, med 25 gjorda mål (och två insläppta mål) på sju matcher. Colombia blev silvermedaljörer och Chile hamnade på tredjeplats före Argentina i tävlingens andra gruppspelsomgång.
Marta från Brasilien blev mästerskapets meste målskytt, med 9 gjorda mål. Totalt gjordes det 93 mål på 26 matcher.

## Resultat

### Gruppspel
De två bäst placerade lagen ur respektive grupp (A och B) avancerade till turneringens andra omgång.

#### Grupp A
| Nr | Lag       | S | V | O | F | GM | IM | MS | P |
| -- | --------- | - | - | - | - | -- | -- | -- | - |
| 1  | Chile     | 4 | 3 | 0 | 1 | 9  | 4  | +5 | 9 |
| 2  | Argentina | 4 | 3 | 0 | 1 | 7  | 2  | +5 | 9 |
| 3  | Ecuador   | 4 | 3 | 0 | 1 | 8  | 6  | +2 | 9 |
| 4  | Bolivia   | 4 | 1 | 0 | 3 | 5  | 11 | −6 | 3 |
| 5  | Peru      | 4 | 0 | 0 | 4 | 3  | 9  | −6 | 0 |

|       | 4 november | Argentina                       | 3 – 0   | Bolivia | Estadio La Cocha, Latacunga                                         |                                                                     |
| 17:00 | 17:00      | Ojeda 6′, 39′ (str.) Banini 51′ | Rapport |         | Publik: 3 000 Domare: Yanina del Carmen Mujica Camacaro (Venezuela) | Publik: 3 000 Domare: Yanina del Carmen Mujica Camacaro (Venezuela) |
| 17:00 | 17:00      |                                 |         |         | Publik: 3 000 Domare: Yanina del Carmen Mujica Camacaro (Venezuela) | Publik: 3 000 Domare: Yanina del Carmen Mujica Camacaro (Venezuela) |
| 17:00 | 17:00      |                                 |         |         | Publik: 3 000 Domare: Yanina del Carmen Mujica Camacaro (Venezuela) | Publik: 3 000 Domare: Yanina del Carmen Mujica Camacaro (Venezuela) |

|       | 4 november | Ecuador      | 1 – 2   | Chile                  | Estadio La Cocha, Latacunga                           |                                                       |
| 19:00 | 19:00      | Quintero 42′ | Rapport | Quezada 2′ Salgado 44′ | Domare: Ana Karina Marques Valentim Alves (Brasilien) | Domare: Ana Karina Marques Valentim Alves (Brasilien) |
| 19:00 | 19:00      |              |         |                        | Domare: Ana Karina Marques Valentim Alves (Brasilien) | Domare: Ana Karina Marques Valentim Alves (Brasilien) |
| 19:00 | 19:00      |              |         |                        | Domare: Ana Karina Marques Valentim Alves (Brasilien) | Domare: Ana Karina Marques Valentim Alves (Brasilien) |

|       | 6 november | Chile           | 1 – 2   | Argentina        | Estadio Bellavista, Ambato              |                                         |
| 17:00 | 17:00      | Lara 84′ (str.) | Rapport | Pereyra 40′, 70′ | Domare: Adriana Lucia Correa (Colombia) | Domare: Adriana Lucia Correa (Colombia) |
| 17:00 | 17:00      |                 |         |                  | Domare: Adriana Lucia Correa (Colombia) | Domare: Adriana Lucia Correa (Colombia) |
| 17:00 | 17:00      |                 |         |                  | Domare: Adriana Lucia Correa (Colombia) | Domare: Adriana Lucia Correa (Colombia) |

|       | 6 november | Ecuador                    | 2 – 1   | Peru        | Estadio Bellavista, Ambato                      |                                                 |
| 19:00 | 19:00      | Quinteros 22′ Palacios 78′ | Rapport | Tristàn 15′ | Domare: Norma Beatriz González Gomez (Paraguay) | Domare: Norma Beatriz González Gomez (Paraguay) |
| 19:00 | 19:00      |                            |         |             | Domare: Norma Beatriz González Gomez (Paraguay) | Domare: Norma Beatriz González Gomez (Paraguay) |
| 19:00 | 19:00      |                            |         |             | Domare: Norma Beatriz González Gomez (Paraguay) | Domare: Norma Beatriz González Gomez (Paraguay) |

|       | 8 november | Chile                        | 3 – 0   | Bolivia | Estadio Olímpico, Riobamba                            |                                                       |
| 17:00 | 17:00      | Lara 8′ Zamora 40′ Araya 55′ | Rapport |         | Domare: Ana Karina Marques Valentim Alves (Brasilien) | Domare: Ana Karina Marques Valentim Alves (Brasilien) |
| 17:00 | 17:00      |                              |         |         | Domare: Ana Karina Marques Valentim Alves (Brasilien) | Domare: Ana Karina Marques Valentim Alves (Brasilien) |
| 17:00 | 17:00      |                              |         |         | Domare: Ana Karina Marques Valentim Alves (Brasilien) | Domare: Ana Karina Marques Valentim Alves (Brasilien) |

|       | 8 november | Argentina               | 2 – 0   | Peru | Estadio Olímpico, Riobamba                                       |                                                                  |
| 19:00 | 19:00      | González 65′ Blanco 68′ | Rapport |      | Publik: 1 300 Domare: Gabriela Lourdes Bandeira Popich (Uruguay) | Publik: 1 300 Domare: Gabriela Lourdes Bandeira Popich (Uruguay) |
| 19:00 | 19:00      |                         |         |      | Publik: 1 300 Domare: Gabriela Lourdes Bandeira Popich (Uruguay) | Publik: 1 300 Domare: Gabriela Lourdes Bandeira Popich (Uruguay) |
| 19:00 | 19:00      |                         |         |      | Publik: 1 300 Domare: Gabriela Lourdes Bandeira Popich (Uruguay) | Publik: 1 300 Domare: Gabriela Lourdes Bandeira Popich (Uruguay) |

|       | 10 november | Peru         | 1 – 3   | Chile                   | Estadio Bellavista, Ambato                            |                                                       |
| 14:00 | 14:00       | Chirinos 45′ | Rapport | Aedo 10′ Araya 57′, 90′ | Domare: Yanina del Carmen Mujica Camacaro (Venezuela) | Domare: Yanina del Carmen Mujica Camacaro (Venezuela) |
| 14:00 | 14:00       |              |         |                         | Domare: Yanina del Carmen Mujica Camacaro (Venezuela) | Domare: Yanina del Carmen Mujica Camacaro (Venezuela) |
| 14:00 | 14:00       |              |         |                         | Domare: Yanina del Carmen Mujica Camacaro (Venezuela) | Domare: Yanina del Carmen Mujica Camacaro (Venezuela) |

|       | 10 november | Bolivia                              | 3 – 4   | Ecuador                                     | Estadio Bellavista, Ambato              |                                         |
| 16:00 | 16:00       | Loayza 30′ Benavides 70′ Padilla 87′ | Rapport | Sánchez 45+4′, 53′ Freire 68′ Quinteros 73′ | Domare: Adriana Lucia Correa (Colombia) | Domare: Adriana Lucia Correa (Colombia) |
| 16:00 | 16:00       |                                      |         |                                             | Domare: Adriana Lucia Correa (Colombia) | Domare: Adriana Lucia Correa (Colombia) |
| 16:00 | 16:00       |                                      |         |                                             | Domare: Adriana Lucia Correa (Colombia) | Domare: Adriana Lucia Correa (Colombia) |

|       | 12 november | Bolivia         | 2 – 1   | Peru         | Estadio La Cocha, Latacunga                        |                                                    |
| 17:00 | 17:00       | Loayza 29′, 61′ | Rapport | Chirinos 22′ | Domare: Gabriela Lourdes Bandeira Popich (Uruguay) | Domare: Gabriela Lourdes Bandeira Popich (Uruguay) |
| 17:00 | 17:00       |                 |         |              | Domare: Gabriela Lourdes Bandeira Popich (Uruguay) | Domare: Gabriela Lourdes Bandeira Popich (Uruguay) |
| 17:00 | 17:00       |                 |         |              | Domare: Gabriela Lourdes Bandeira Popich (Uruguay) | Domare: Gabriela Lourdes Bandeira Popich (Uruguay) |

|       | 12 november | Ecuador       | 1 – 0   | Argentina | Estadio La Cocha, Latacunga                     |                                                 |
| 19:00 | 19:00       | Rodríguez 34′ | Rapport |           | Domare: Norma Beatriz González Gomez (Paraguay) | Domare: Norma Beatriz González Gomez (Paraguay) |
| 19:00 | 19:00       |               |         |           | Domare: Norma Beatriz González Gomez (Paraguay) | Domare: Norma Beatriz González Gomez (Paraguay) |
| 19:00 | 19:00       |               |         |           | Domare: Norma Beatriz González Gomez (Paraguay) | Domare: Norma Beatriz González Gomez (Paraguay) |

#### Grupp B
| Nr | Lag       | S | V | O | F | GM | IM | MS  | P  |
| -- | --------- | - | - | - | - | -- | -- | --- | -- |
| 1  | Brasilien | 4 | 4 | 0 | 0 | 13 | 1  | +12 | 12 |
| 2  | Colombia  | 4 | 3 | 0 | 1 | 17 | 2  | +15 | 9  |
| 3  | Paraguay  | 4 | 2 | 0 | 2 | 8  | 6  | +2  | 6  |
| 4  | Venezuela | 4 | 1 | 0 | 3 | 5  | 15 | −10 | 3  |
| 5  | Uruguay   | 4 | 0 | 0 | 4 | 2  | 21 | −19 | 0  |

|       | 5 november | Paraguay | 0 – 3   | Colombia                          | Estadio Federativo Reina del Cisne, Loja           |                                                    |
| 17:00 | 17:00      |          | Rapport | Domínguez 18′ Uzme 46′ Rincón 70′ | Domare: Estela Mary Álvarez de Olivera (Argentina) | Domare: Estela Mary Álvarez de Olivera (Argentina) |
| 17:00 | 17:00      |          |         |                                   | Domare: Estela Mary Álvarez de Olivera (Argentina) | Domare: Estela Mary Álvarez de Olivera (Argentina) |
| 17:00 | 17:00      |          |         |                                   | Domare: Estela Mary Álvarez de Olivera (Argentina) | Domare: Estela Mary Álvarez de Olivera (Argentina) |

|       | 5 november | Brasilien                                     | 4 – 0   | Venezuela | Estadio Federativo Reina del Cisne, Loja |                                        |
| 19:00 | 19:00      | Aline 26′, 30′ Cristiane 42′ Renata Costa 60′ | Rapport |           | Domare: Sirley Cornejo Arana (Bolivia)   | Domare: Sirley Cornejo Arana (Bolivia) |
| 19:00 | 19:00      |                                               |         |           | Domare: Sirley Cornejo Arana (Bolivia)   | Domare: Sirley Cornejo Arana (Bolivia) |
| 19:00 | 19:00      |                                               |         |           | Domare: Sirley Cornejo Arana (Bolivia)   | Domare: Sirley Cornejo Arana (Bolivia) |

|       | 7 november | Venezuela | 0 – 4   | Paraguay                              | Estadio Federativo Reina del Cisne, Loja           |                                                    |
| 11:00 | 11:00      |           | Rapport | Quintana 49′ Villamayor 56′, 59′, 80′ | Domare: Carolina Patricia Gonzalez Urrutia (Chile) | Domare: Carolina Patricia Gonzalez Urrutia (Chile) |
| 11:00 | 11:00      |           |         |                                       | Domare: Carolina Patricia Gonzalez Urrutia (Chile) | Domare: Carolina Patricia Gonzalez Urrutia (Chile) |
| 11:00 | 11:00      |           |         |                                       | Domare: Carolina Patricia Gonzalez Urrutia (Chile) | Domare: Carolina Patricia Gonzalez Urrutia (Chile) |

|       | 7 november | Uruguay | 0 – 4   | Brasilien                                | Estadio Federativo Reina del Cisne, Loja         |                                                  |
| 13:00 | 13:00      |         | Rapport | Cristiane 15′ (str.), 40′ Marta 36′, 57′ | Domare: Juana del Rocio Delgado Torres (Ecuador) | Domare: Juana del Rocio Delgado Torres (Ecuador) |
| 13:00 | 13:00      |         |         |                                          | Domare: Juana del Rocio Delgado Torres (Ecuador) | Domare: Juana del Rocio Delgado Torres (Ecuador) |
| 13:00 | 13:00      |         |         |                                          | Domare: Juana del Rocio Delgado Torres (Ecuador) | Domare: Juana del Rocio Delgado Torres (Ecuador) |

|       | 9 november | Colombia                                                     | 5 – 0   | Venezuela | Estadio Jorge Andrade, Azogues               |                                              |
| 14:00 | 14:00      | Arias 27′ Rodallega 45′ Peralta 56′ Rincón 58′ Velásquez 73′ | Rapport |           | Domare: Silvia Elizabeth Reyes Juarez (Peru) | Domare: Silvia Elizabeth Reyes Juarez (Peru) |
| 14:00 | 14:00      |                                                              |         |           | Domare: Silvia Elizabeth Reyes Juarez (Peru) | Domare: Silvia Elizabeth Reyes Juarez (Peru) |
| 14:00 | 14:00      |                                                              |         |           | Domare: Silvia Elizabeth Reyes Juarez (Peru) | Domare: Silvia Elizabeth Reyes Juarez (Peru) |

|       | 9 november | Paraguay                                                   | 4 – 0   | Uruguay | Estadio Jorge Andrade, Azogues         |                                        |
| 16:00 | 16:00      | Villamayor 29′ Galeano 38′ Quintana 42′ Vásquez 89′ (str.) | Rapport |         | Domare: Sirley Cornejo Arana (Bolivia) | Domare: Sirley Cornejo Arana (Bolivia) |
| 16:00 | 16:00      |                                                            |         |         | Domare: Sirley Cornejo Arana (Bolivia) | Domare: Sirley Cornejo Arana (Bolivia) |
| 16:00 | 16:00      |                                                            |         |         | Domare: Sirley Cornejo Arana (Bolivia) | Domare: Sirley Cornejo Arana (Bolivia) |

|       | 11 november | Venezuela                                        | 5 – 2   | Uruguay                  | Estadio Alejandro Serrano Aguilar, Cuenca        |                                                  |
| 17:00 | 17:00       | Vizo 4′, 17′ Quintero 31′ Torres 78′ Altuber 83′ | Rapport | Viera 43′ Bizamberri 66′ | Domare: Juana del Rocio Delgado Torres (Ecuador) | Domare: Juana del Rocio Delgado Torres (Ecuador) |
| 17:00 | 17:00       |                                                  |         |                          | Domare: Juana del Rocio Delgado Torres (Ecuador) | Domare: Juana del Rocio Delgado Torres (Ecuador) |
| 17:00 | 17:00       |                                                  |         |                          | Domare: Juana del Rocio Delgado Torres (Ecuador) | Domare: Juana del Rocio Delgado Torres (Ecuador) |

|       | 11 november | Colombia  | 1 – 2   | Brasilien               | Estadio Alejandro Serrano Aguilar, Cuenca          |                                                    |
| 19:00 | 19:00       | Muñoz 57′ | Rapport | Cristiane 13′ Marta 28′ | Domare: Estela Mary Álvarez de Olivera (Argentina) | Domare: Estela Mary Álvarez de Olivera (Argentina) |
| 19:00 | 19:00       |           |         |                         | Domare: Estela Mary Álvarez de Olivera (Argentina) | Domare: Estela Mary Álvarez de Olivera (Argentina) |
| 19:00 | 19:00       |           |         |                         | Domare: Estela Mary Álvarez de Olivera (Argentina) | Domare: Estela Mary Álvarez de Olivera (Argentina) |

|       | 13 november | Uruguay | 0 – 8   | Colombia                                                                           | Estadio Alejandro Serrano Aguilar, Cuenca          |                                                    |
| 14:00 | 14:00       |         | Rapport | Uzme 35′ (str.) Rincón 41′, 80′ Castro 45′, 84′ Montoya 82′ N. Arias 85′ Vidal 88′ | Domare: Carolina Patricia Gonzalez Urrutia (Chile) | Domare: Carolina Patricia Gonzalez Urrutia (Chile) |
| 14:00 | 14:00       |         |         |                                                                                    | Domare: Carolina Patricia Gonzalez Urrutia (Chile) | Domare: Carolina Patricia Gonzalez Urrutia (Chile) |
| 14:00 | 14:00       |         |         |                                                                                    | Domare: Carolina Patricia Gonzalez Urrutia (Chile) | Domare: Carolina Patricia Gonzalez Urrutia (Chile) |

|       | 13 november | Brasilien                    | 3 – 0   | Paraguay | Estadio Alejandro Serrano Aguilar, Cuenca    |                                              |
| 16:00 | 16:00       | Cristiane 18′, 36′ Marta 57′ | Rapport |          | Domare: Silvia Elizabeth Reyes Juarez (Peru) | Domare: Silvia Elizabeth Reyes Juarez (Peru) |
| 16:00 | 16:00       |                              |         |          | Domare: Silvia Elizabeth Reyes Juarez (Peru) | Domare: Silvia Elizabeth Reyes Juarez (Peru) |
| 16:00 | 16:00       |                              |         |          | Domare: Silvia Elizabeth Reyes Juarez (Peru) | Domare: Silvia Elizabeth Reyes Juarez (Peru) |

### Gruppspelsomgång 2
| Nr | Lag       | S | V | O | F | GM | IM | MS  | P |
| -- | --------- | - | - | - | - | -- | -- | --- | - |
| 1  | Brasilien | 3 | 3 | 0 | 0 | 12 | 1  | +11 | 9 |
| 2  | Colombia  | 3 | 1 | 1 | 1 | 2  | 6  | −4  | 4 |
| 3  | Chile     | 3 | 0 | 2 | 1 | 2  | 4  | −2  | 2 |
| 4  | Argentina | 3 | 0 | 1 | 2 | 0  | 5  | −5  | 1 |

|       | 17 november | Chile    | 1 – 1   | Colombia   | Estadio La Cocha, Latacunga                      |                                                  |
| 17:00 | 17:00       | Lara 61′ | Rapport | Rincón 29′ | Domare: Juana del Rocio Delgado Torres (Ecuador) | Domare: Juana del Rocio Delgado Torres (Ecuador) |
| 17:00 | 17:00       |          |         |            | Domare: Juana del Rocio Delgado Torres (Ecuador) | Domare: Juana del Rocio Delgado Torres (Ecuador) |
| 17:00 | 17:00       |          |         |            | Domare: Juana del Rocio Delgado Torres (Ecuador) | Domare: Juana del Rocio Delgado Torres (Ecuador) |

|       | 17 november | Brasilien                                            | 4 – 0   | Argentina | Estadio La Cocha, Latacunga                     |                                                 |
| 19:00 | 19:00       | Grazielle 25′ Dos Santos 37′ Marta 63′ Cristiane 77′ | Rapport |           | Domare: Norma Beatriz González Gomez (Paraguay) | Domare: Norma Beatriz González Gomez (Paraguay) |
| 19:00 | 19:00       |                                                      |         |           | Domare: Norma Beatriz González Gomez (Paraguay) | Domare: Norma Beatriz González Gomez (Paraguay) |
| 19:00 | 19:00       |                                                      |         |           | Domare: Norma Beatriz González Gomez (Paraguay) | Domare: Norma Beatriz González Gomez (Paraguay) |

|       | 19 november | Chile | 0 – 0   | Argentina | Estadio La Cocha, Latacunga                           |                                                       |
| 17:00 | 17:00       |       | Rapport |           | Domare: Yanina del Carmen Mujica Camacaro (Venezuela) | Domare: Yanina del Carmen Mujica Camacaro (Venezuela) |
| 17:00 | 17:00       |       |         |           | Domare: Yanina del Carmen Mujica Camacaro (Venezuela) | Domare: Yanina del Carmen Mujica Camacaro (Venezuela) |
| 17:00 | 17:00       |       |         |           | Domare: Yanina del Carmen Mujica Camacaro (Venezuela) | Domare: Yanina del Carmen Mujica Camacaro (Venezuela) |

|       | 19 november | Brasilien                                            | 5 – 0   | Colombia | Estadio La Cocha, Latacunga                        |                                                    |
| 19:00 | 19:00       | Érika 23′ Grazielle 48′ Marta 69′, 87′ Cristiane 82′ | Rapport |          | Domare: Gabriela Lourdes Bandeira Popich (Uruguay) | Domare: Gabriela Lourdes Bandeira Popich (Uruguay) |
| 19:00 | 19:00       |                                                      |         |          | Domare: Gabriela Lourdes Bandeira Popich (Uruguay) | Domare: Gabriela Lourdes Bandeira Popich (Uruguay) |
| 19:00 | 19:00       |                                                      |         |          | Domare: Gabriela Lourdes Bandeira Popich (Uruguay) | Domare: Gabriela Lourdes Bandeira Popich (Uruguay) |

|       | 21 november | Colombia       | 1 – 0   | Argentina | Estadio Olímpico Atahualpa, Quito      |                                        |
| 10:00 | 10:00       | Betancourt 51′ | Rapport |           | Domare: Sirley Cornejo Arana (Bolivia) | Domare: Sirley Cornejo Arana (Bolivia) |
| 10:00 | 10:00       |                |         |           | Domare: Sirley Cornejo Arana (Bolivia) | Domare: Sirley Cornejo Arana (Bolivia) |
| 10:00 | 10:00       |                |         |           | Domare: Sirley Cornejo Arana (Bolivia) | Domare: Sirley Cornejo Arana (Bolivia) |

|       | 21 november | Chile       | 1 – 3   | Brasilien                 | Estadio Olímpico Atahualpa, Quito |  |
| 12:00 | 12:00       | Salgado 45′ | Rapport | Batista 2′ Marta 36′, 83′ |                                   |  |
| 12:00 | 12:00       |             |         |                           |                                   |  |
| 12:00 | 12:00       |             |         |                           |                                   |  |